# Ulldemolins
Ulldemolins ist eine Gemeinde im Süden Kataloniens mit 416 Einwohnern (Stand: 2024) und liegt in der Provinz Tarragona und der Comarca Priorat. 

## Lage
Ulldemolins liegt etwa 44 Kilometer nordwestlich von Tarragona in einer Höhe von ca. 645 m. 

## Bevölkerungsentwicklung
| Jahr      | 1970 | 1981 | 1991 | 2001 | 2011 | 2021 |
| Einwohner | 671  | 585  | 523  | 491  | 449  | 400  |

## Sehenswürdigkeiten

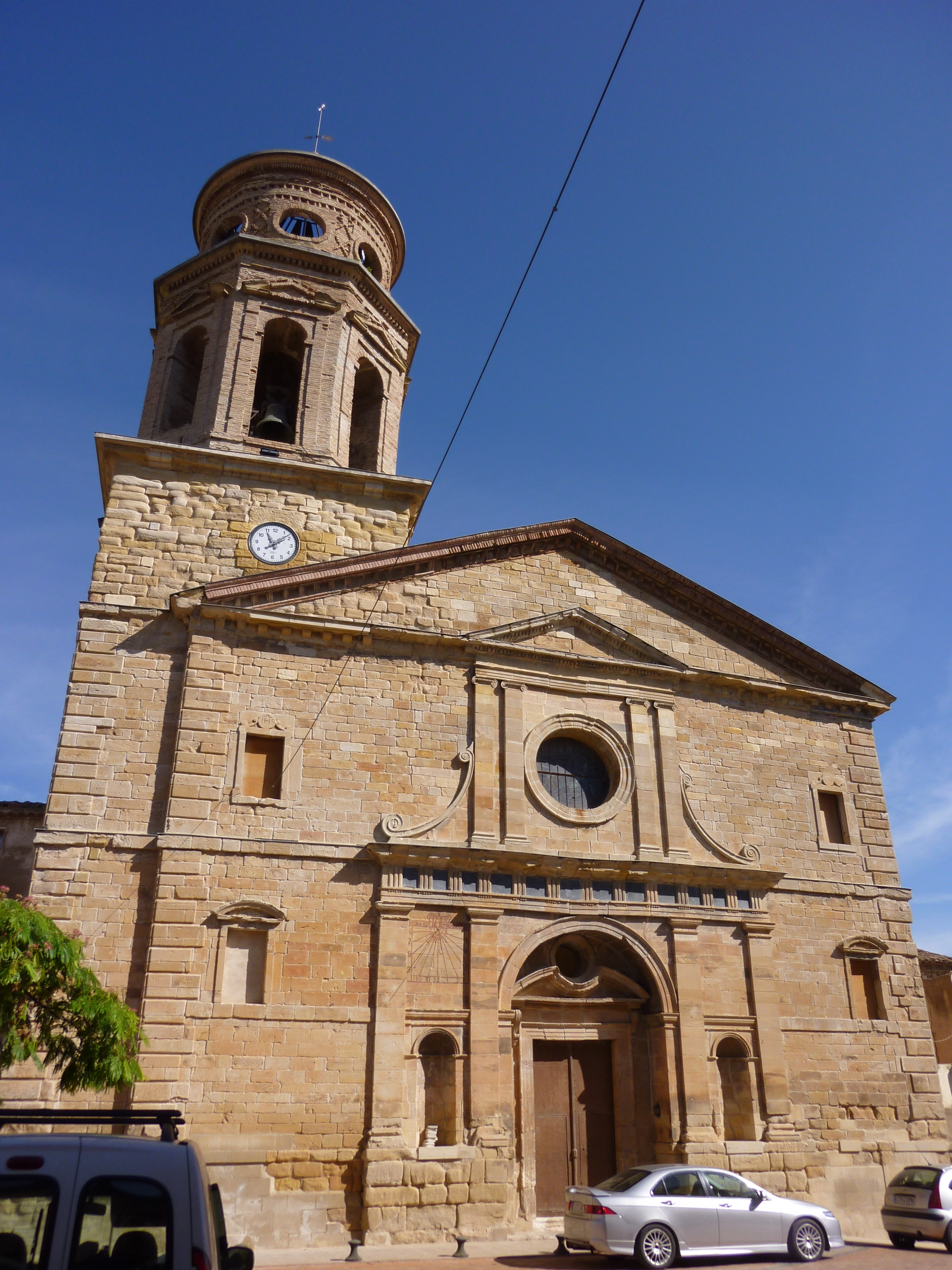
Jakobuskirche
- Marienkirche
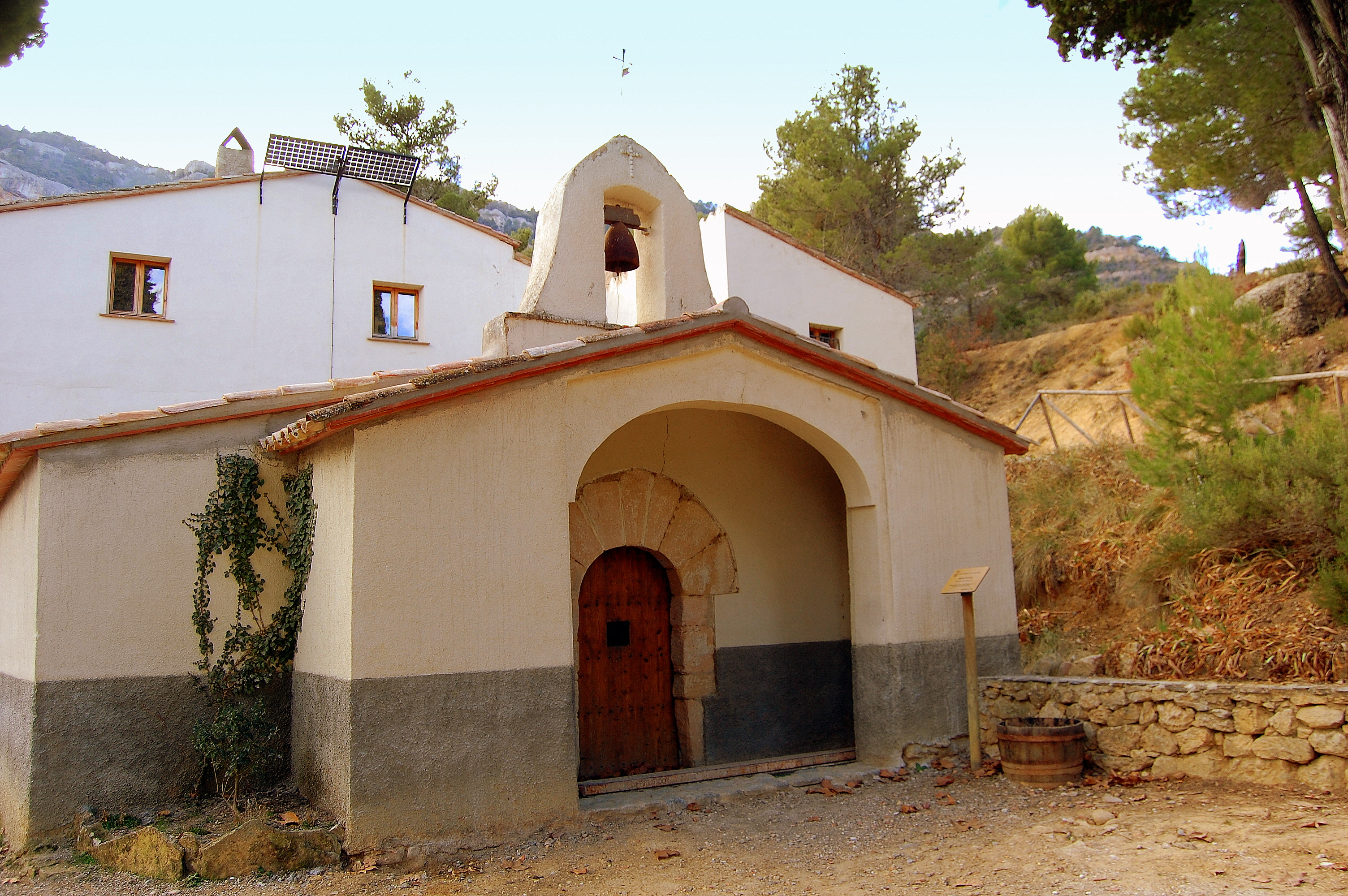
Antoniuskapelle
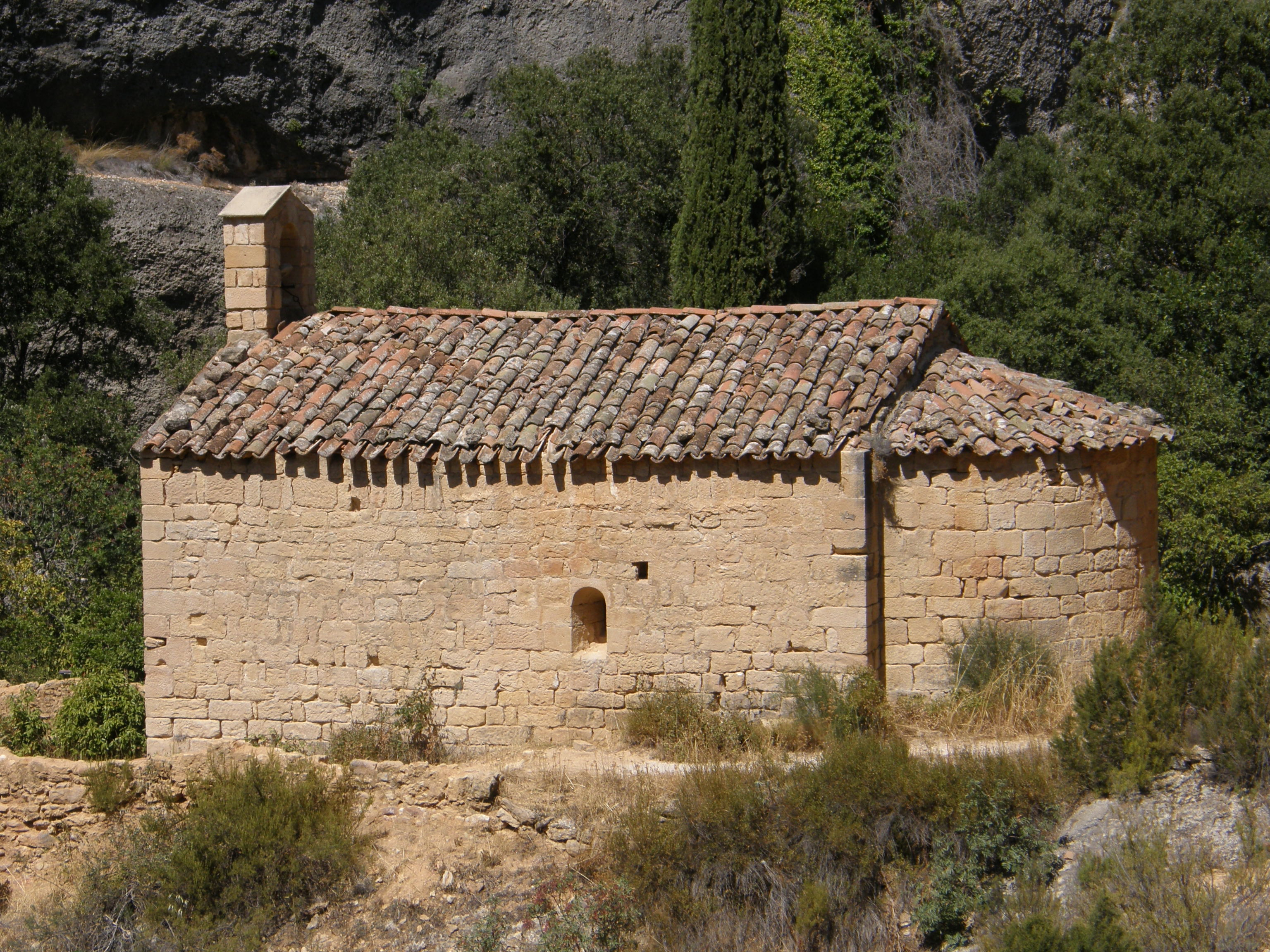
Bartholomäuskapelle
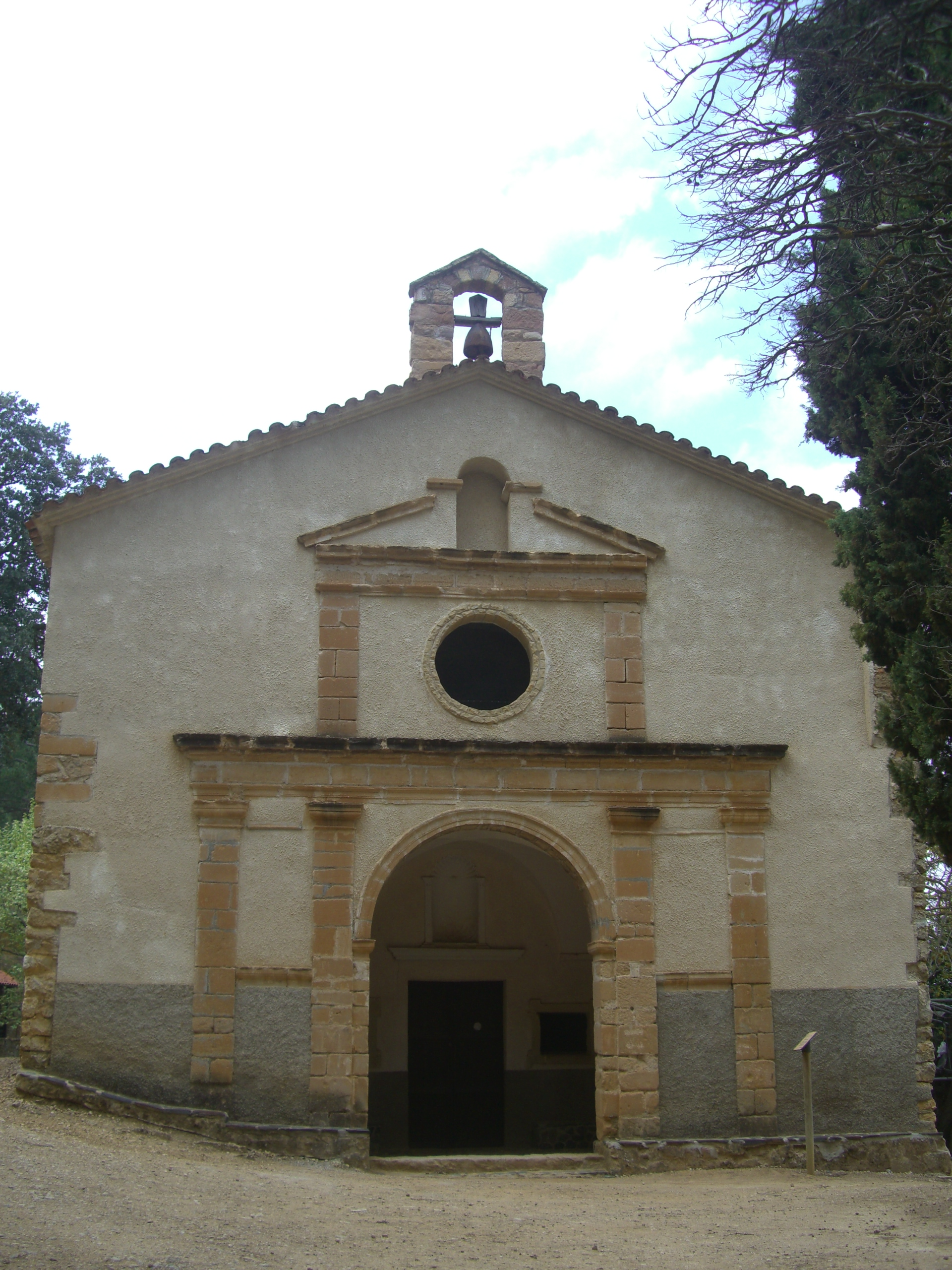
Magdalenenkapelle

- Jakobuskirche
- Antoniuskapelle
- Bartholomäuskapelle
- Magdalenenkapelle

## Persönlichkeiten
- Jaume Amigó (Lebensdaten im 16. Jahrhundert), Architekt und Priester